# Cearachelys
Cearachelys is een geslacht van uitgestorven pleurodire schildpadden dat zo'n 110 miljoen jaar geleden leefde. 

## Naamgeving
Het geslacht is monotypisch, met alleen de typesoort Cearachelys placidoi, in 2001 benoemd door Eugene S. Gaffney, Diogenes de Almeida Campos en Ren Hirayama.
Het geslacht is vernoemd naar Ceará, de Braziliaanse staat waar de soort werd ontdekt en combineert de naam daarvan met het Grieks chelys, 'schildpad'. De soortaanduiding eert Placido Cidade Nuvens, de directeur van het Museu Paleontologico de Santana do Cariri die het fossiel aankocht van de illegale fossielenhandel.
In 2001 werden de door Amy Davidson geprepareerde overblijfselen van twee grotendeels complete schildpadskeletten uit de rotsen uit het Vroeg-Krijt, Albien, van de Santana-groep gebruikt om Cearachelys placidoi te beschrijven. Beide exemplaren waren afkomstig uit de Romualdoformatie van die groep in wat nu het noordwesten van Brazilië is. Het type-exemplaar, voorlopig bestempeld als MPSC-niet-gecatalogiseerd (naar het Museu Paleontologico de Santana do Cariri waar het exemplaar zich bevindt), bestond uit een onvolledige schedel, het pantser van de schildpad, een paar halswervels en enkele botfragmenten van ledematen. Het tweede exemplaar TUTg 1798 is een completer fossiel dat bestaat uit het grootste deel van de wervelkom en ledematen van de schildpad. Hoewel dit exemplaar uit dezelfde plaats komt, werd het acht jaar eerder, in 1993, door het museum aangekocht van de fossielenhandelaar Von Leonhardt. Een fragmentarisch derde exemplaar werd in 2007 geïdentificeerd als behorend tot Cearachelys placidoi. Het exemplaar MN-6760-V bestond uit een vrij compleet versteend pantser en plastron van ongeveer twintig centimeter lang. De hypothese werd verworpen dat de drie schedels ieder een aparte soort zouden vertegenwoordigen: forse verschillen in grootte en bouw werden verklaard als individuele variatie en rijping.

## Fylogenie
De soort werd geïdentificeerd als een pleurodire op basis van een aantal onderscheidende anatomische kenmerken - voornamelijk de opstelling van skeletelementen in de schedel en de bevestiging van de bekkengordel aan het pantser. Verdere analyse van de schedelelementen leidde tot de indeling in de familie Bothremydidae als zustertaxon van een klade bestaande uit Bothremys, Rosasia, Foxemys, Zolhafah en Polysternon. Schedelelementen onderscheiden de soort echter ook van de andere leden van zijn familie. De nauwste verwantschap lijkt te zijn van een taxon dat veel later is geëvolueerd, de schildpad Galianemys uit het Laat-Krijt van Marokko. Beide geslachten hebben een nogal achterwaarts geplaatst jukbeen, een kenmerk dat niet wordt gezien bij andere beide remydiden. 
In een artikel uit 2006 over de fylogenie van uitgestorven Pleurodira, verenigde Gaffney de twee nauw verwante geslachten in de stam Cearachelyini.